# Jovan Nenad

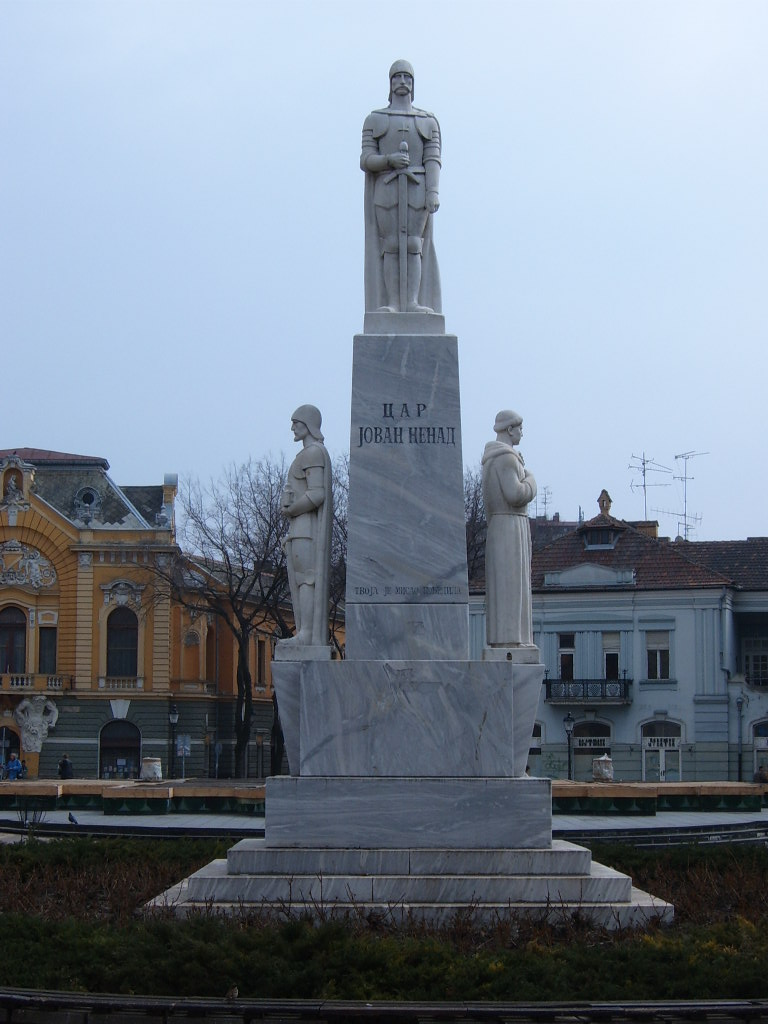
Denkmal für Jovan Nenad in Subotica

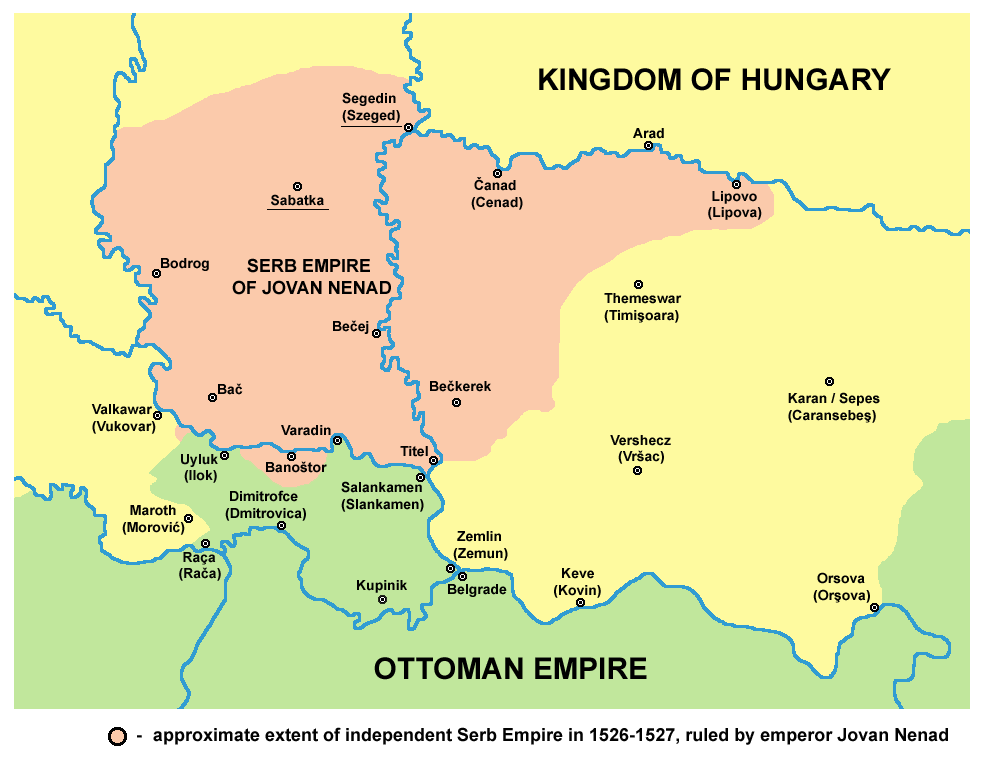
Vermutetes Ausbreitungsgebiet des (Zweiten) Serbischen Reiches 1526–1527

Jovan Nenad (serbisch-kyrillisch Јован Ненад, ungarisch: Fekete Iván, kroatisch: Ivan Crni; * unbekannt, Geburtsort vielleicht Lipova bei Arad; † um 1527 bei Szeged), auch mit dem Beinamen Jovan Nenad der Schwarze (Јован Ненад Црни/Jovan Nenad Crni) war ein Anführer serbischer Banderien in Ungarn und erklärte sich zum Zaren der Serben.
Nach der Schlacht bei Mohács 1526 tauchte unter den Serben Südungarns eine geheimnisumwitterte Person auf, Jovan Nenad (Johann Unverhofft), genannt auch Jovan Crni (Johann der Schwarze) wegen eines Muttermals, welches angeblich von der rechten Schläfe abwärts bis zum rechten Fuß reichte. Er behauptete, von Gott gesandt worden zu sein, um die Christen zu befreien, tat angebliche Wunder und erklärte sich selbst zum Zaren der Serben und zum Kaiser von Byzanz. Die Wirren in Ungarn nach der Schlacht bei Mohács ausnutzend, brachte er beinahe die gesamte heutige Vojvodina unter seine Herrschaft und errichtete in Subotica seine Residenz. Im Grafen von Subotica Valentin Tarek, der von Johann Nenad vertrieben wurde, schuf er sich seinen Todfeind. Johann Nenad unterstützte die ungarischen Thronansprüche von Ferdinand I. gegen Johann Zápolya. Seine Armee schlug zweimal die Armeen Zápolyas, in der dritten Schlacht musste er eine schwere Niederlage hinnehmen. Er zog sich zurück, um seine Armee zu reorganisieren. Als Ferdinand I. mit seiner Armee in Ungarn einmarschierte, machte sich Johann Nenad zu einem Treffen mit Ferdinand auf. Bei Szeged wurde er von Gefolgsleuten Zápolyas aus einem Hinterhalt angeschossen. Schwer verletzt wurde er in seinem Krankenlager von Tarek gefangen genommen, und daraufhin geköpft.